# مایکل هینز (بازیکن فوتبال)
مایکل هینز (انگلیسی: Michael Hinz؛ زادهٔ ۷ مهٔ ۱۹۸۷) بازیکن فوتبال اهل آلمان است.
از باشگاه‌هایی که در آن بازی کرده‌است می‌توان به باشگاه فوتبال یونیون برلین و باشگاه فوتبال قوت-وایس ارفورت اشاره کرد.
وی همچنین در تیم ملی فوتبال جوانان آلمان بازی کرده‌است.